# Rhyacophila alabama
Rhyacophila alabama är en nattsländeart som beskrevs av Harris 1991. Rhyacophila alabama ingår i släktet Rhyacophila och familjen rovnattsländor. Inga underarter finns listade i Catalogue of Life.